# 捷克共和國軍
捷克共和国军（捷克語：或AČR），简称捷克军队，是负责捷克共和国防御的军事部门，是捷克共和国武装部队（捷克语：Ozbrojené síly České republiky）的一部分,由总统通过国防部及总参谋部指挥，其主要由陆军、空军、网络部队、领土防卫部队和特种部队所组成。